# Lijst van schilderijen in het Rijksmuseum Amsterdam/Anonieme Oostenrijkse schilders
Lijst van schilderijen in het Rijksmuseum Amsterdam met werken van anonieme schilders afkomstig uit Oostenrijk.
| Inventarisnummer | Toeschrijving                                           | Titel                                      | Datering      | Afbeelding |
| ---------------- | ------------------------------------------------------- | ------------------------------------------ | ------------- | ---------- |
| SK-A-5049        | Anoniem (Tirol) Naar een prent van Marcantonio Raimondi | Kruisiging van Jezus met Maria en Johannes | Ca. 1535-1540 |            |